# Édifice Marie-Guyart
El Edificio Marie-Guyart, antiguamente y comúnmente llamado Complejo G, es el rascacielos más alto de la ciudad de Quebec. Ubicado sobre el cerro parlamentario, en pleno corazón del centro-ciudad, este edificio reagrupa sobre todo los despachos del Ministerio de Educación de Quebec, al igual que del Ministerio del Desarrollo duradero, del Medio ambiente y de la Lucha contra los cambios climáticos, así como en su último piso, al Observatorio de la Capital.

## Historia
Durante los años 1960, en favor de la Revolución tranquila, la administración provincial de Quebec toma una expansión de entidad y la demanda de espacio a despachos al centro-ciudad que aumenta considerablemente. En 1961, la Comisión de disposición de Quebec está puesta en pie y produce en 1963 un plan de disposición de un ambicioso Cerro parlamentario reagrupado en torno al Hotel del Parlamento. Los diferentes edificios previstos en este plan y los que él han sucedido están identificados por letras. La primera versión del « Complejo G », aparecida en 1965, habría contado cuatro torres de 22 a 25 pisos. En 1969 el proyecto fue modificado para comprender, además del edificio efectivamente construido, dos otras torres entre éste y el gran Teatro de Quebec. Las fincas urbanas existentes fueron adquiridas y demolidas, pero estas dos torres no fueron construidas nunca.
En 1989, el edificio es nombrado oficialmente « Edificio Marie-Guyart » en honor a María de la Encarnación Guyart, en el marco de una reforma de todos los nombres de edificios del Cerro parlamentario.

## Observatorio de la Capital
En el último piso del edificio, el Observatorio de la capital permite a sus visitantes, a una altura de 221 metros por encima de la ciudad, admirar los más bonitos paisajes de la capital quebequesa como las fortificaciones de la ciudad, el Castillo Frontenac y la Ciudadela de Quebec.